# Albano Bizzarri
Albano Bizzarri (Etruria, 9 november 1977) is een Argentijnse doelman in het betaald voetbal. Hij verruilde Pescara in juli 2017 transfervrij voor Udinese.

## Biografie
Bizzarri begon zijn carrière bij Racing Club in de Argentijnse eerste klasse. Zijn goede prestaties wekten de aandacht van Real Madrid, dat hem in 1999 vastlegde. Hij werd er echter gebarreerd door het opkomende talent Iker Casillas, waardoor hij met Bodo Illgner moest vechten voor de rol van tweede doelman. Hij verliet Real Madrid uiteindelijk al na één seizoen (doch met een Champions League-overwinning op zak) en verhuisde in 2000 naar Real Valladolid.
Bij Valladolid werd Bizzarri wél eerste doelman. In het seizoen 2002/03 en 2003/04 miste hij zelfs geen enkele competitiewedstrijd, maar desondanks kon hij niet vermijden dat de club in 2004 degradeerde. Bizzarri speelde nog twee seizoenen voor de club in de Segunda División A en vertrok in 2006 naar Gimnàstic de Tarragona. Ook met Gimnàstic, dat voor het eerst in 56 jaar weer uitkwam in de Primera División, degradeerde hij.
Na de degradatie met Gimnàstic koos Bizzarri in 2007 voor een Italiaans avontuur: hij tekende voor Calcio Catania. In zijn eerste seizoen was hij nog vooral de doublure van Ciro Polito, maar in 2008 bombardeerde de nieuwe trainer Walter Zenga hem tot eerste doelman. Bizzarri werd in het seizoen 2008/09 regelmatig opgenomen in het Serie A Team van de Week, wat hem in 2009 een transfer opleverde naar Lazio Roma.
In zijn eerste twee seizoenen bij Lazio was Bizzarri de doublure van de Uruguayaan Fernando Muslera, maar ook na diens vertrek naar Galatasaray SK in 2011 bleef Bizzarri weinig aan spelen toekomen in de Italiaanse hoofdstad. Het deed hem in 2013 uitwijken naar Genoa CFC, maar ook daar kwam hij in het seizoen 2013/14 slechts één wedstrijd in actie: tegen zijn ex-club Lazio Roma.
In 2014 tekende Bizzari op 36-jarige leeftijd bij Chievo Verona, waar hij opnieuw eerste doelman kon worden. In twee seizoenen speelde hij er 63 competitiewedstrijden. Desondanks koos hij in 2016 voor een transfer naar promovendus Pescara Calcio, waar hij meteen titularis werd maar waarmee hij op het einde van het seizoen laatste eindigde in de Serie A. Bizzarri degradeerde echter niet mee: op 39-jarige leeftijd stapte hij in de zomer van 2017 transfervrij over naar Udinese.

### Interlandcarrière
Bizzarri werd in 1999 opgeroepen voor Argentinië, maar speelde geen enkele interland. Hij maakte wel deel uit van de selectie voor de Copa América 1999, waar Argentinië de kwartfinale haalde.